# Drifters (manga)
Pour les articles homonymes, voir Drifters.
Drifters (ドリフターズ, Dorifutaazu) est un seinen manga de fantasie de Kōta Hirano. Il est prépublié depuis le 30 avril 2009 dans le magazine Young King Ours et a été compilé en sept volumes en août 2023. La version française est éditée par Tonkam.
L'intrigue se base sur une incursion à la fois historique et fictionnelle puisqu'elle rassemble et oppose de nombreux personnages historiques réels issus d'époques et de pays différents dans un monde où diverses races issues du folklore traditionnel de la fantasy (elfes, nains, kobolds, dragons, etc.) coexistent avec les humains et où certains êtres sont pourvus de pouvoirs surnaturels (parchemins d'invocations, pyrokinésie, entre autres).
Une adaptation en anime par le studio Hoods Drifters Studio est diffusée entre octobre et décembre 2016 sur Tokyo MX au Japon et en simulcast sur J-One et Wakanim dans les pays francophones. Trois OAV sont ensuite commercialisés entre décembre 2017 et décembre 2018.

## Histoire
Toyohisa Shimazu, jeune samouraï participant à la bataille de Sekigahara, à l'époque du Japon féodal, se retrouve soudain plongé dans un autre monde. Rapidement, il découvre que plusieurs autres guerriers renommés ont dérivé dans cette dimension. Le jeune homme se retrouve plongé dans une guerre sans merci dont il ignore encore les tenants et les aboutissants, guerre qu'il doit mener aux côtés de deux célèbres figures historiques japonaises, Oda Nobunaga et Yoichi Nasu, avant d'être rejoint par d'autres combattants et stratèges issus de diverses époques, tels Hannibal Barca et Sundance Kid.
Ces personnages historiques sont tous des combattants ou des stratèges militaires et politiques rompus à l'art de la guerre (parfois les deux). Deux personnages, fictifs quant à eux, sont à l'origine de l’apparition de ces figures guerrières dans ce monde : l'agent Purple et une jeune fille vêtue de noir nommée Easy. Tous deux enlèvent ces guerriers et tacticiens du monde réel par un système de portes dimensionnelles (le transfert semble toujours s'opérer quand les personnages concernés sont au bord de la mort) pour mener par leur biais une lutte indirecte dont les motifs restent encore inconnus. Les personnages concernés se trouvent divisés en deux groupes. Les Parias, envoyés par Easy, désirent détruire le monde tandis que les Drifters, envoyés par l'agent Purple et aidés par l'organisation Octobre, une guilde de magiciens, sont censés les en empêcher.

## Personnages

### Drifters
Shimazu Toyohisa (島津 豊久)
Protagoniste de l'histoire et célèbre samouraï du clan Shimazu qui prit part à la Bataille de Sekigahara en 1600. Alors qu'il retenait l'armée ennemie pour permettre à son oncle de s'enfuir, il fut transporté dans l'autre monde par l'agent Purple. Bien qu'il ait eu du mal à réaliser ce qui lui arrive, il fera rapidement équipe avec Oda Nobunaga et Nasu no Yoichi pour survivre dans ce nouveau monde. Son incroyable détermination et son sens de l'honneur l'amèneront malgré lui à devenir le leader de la résistance des Drifters contre l'empire Orte et les Parias. Il est âgé de 30 ans à son arrivée en tant que Drifter.
Oda Nobunaga (織田 信長)
Daymio important de la période Sengoku de l'histoire du Japon. Fils de Oda Nobuhide, un seigneur de guerre mineur qui ne possédait que peu de terres dans la province d'Owari, Oda Nobunaga a passé sa vie sur les champs de bataille et a conquis une grande partie du Japon. Mais il fut trahi par l'un de ses généraux, Mitsuhide Akechi et alors qu'il aurait dû mourir dévoré par les flammes dans son château de Nijō il fut transporté par l'agent Purple dans l'autre monde et devint un Drifter. Manipulateur, voire démoniaque, il tente de convaincre Toyohisa de prendre la tête de la rébellion, préférant manipuler les événements que d'y prendre effectivement part, fatigué par les nombreuses trahisons qu'il a subies dans le monde réel. En réalité, il est fort probable que Nobunaga renvoie l'image de son propre fils sur Toyohisa. Il est âgé de 47 ans et approche donc de la cinquantaine.
Nasu no Yoichi (那須与一)
Samouraï archer pendant la Guerre de Genpei, Nasu no Yoichi est ironiquement le plus jeune de la troupe alors qu'il vient de l'époque la plus reculée et est donc âgé de 19 ans. Il a une apparence féminine bien qu'étant un homme c'est pourquoi Toyohisa le prend au départ pour une femme. Son passé est très trouble et il semble rongé par les remords quand il repense à sa dernière bataille au service du seigneur Minamoto no Yoshitsune. Ses capacités au tir à l'arc le rendent redoutable à distance mais il reste vulnérable au corps à corps.
Hannibal Barca
Publius Cornelius Scipio Africanus
La Horde Sauvage (Butch Cassidy et Sundance Kid)
Naoshi Kanno (菅野直)
Téléporter par l’agent Purple au moment de son crash en pleine mer le 1er août 1945, Naoshi Kanno fait une entrée fracassante en pleine bataille face à des dragons. Ce qui ne le dérange que quelques secondes avant d'ouvrir le feu sans sourciller.
Commandant du 301e escadron du 343e Air groupe, il était chargé de la défense du territoire japonais. Impétueux, casse-cou, il manque de culture générale internationale et ne définit les gens qu’à travers les puissances de l’Axe ou les Alliés. De ce fait, Scipion l’Africain,  a maille à partir avec lui, puisqu’au moment de l’intrigue, l’Italie n’est plus dans l’Axe.
Proche de Tamon Yamaguchi, son caractère bouillant, ses prises de risque en font le rival de Shimazu Toyohisa avec qui il se chamaille constamment. Il est âgé de 24 ans lors de son arrivée chez les Drifters.
Tamon Yamaguchi

### Parias
Le Roi Noir
Un personnage au corps meurtri dissimulé sous une longue tunique à capuche. Son corps semble présenter les marques de graves sévices. Il dispose du pouvoir de multiplier toutes les formes de vie (des graines de blé jusqu'aux cellules d'un être vivant). Chef autoproclamé des Parias et de leur armée de monstres de toutes sortes, il cherche à créer une civilisation nouvelle pour remplacer l'humanité. Des théories de fans soutiennent qu'il s'agirait en fait du Christ.
Hijikata Toshizō (土方 歳三)
Jeanne d'Arc
L’héroïne de la Guerre de Cent Ans entre la France et l'Angleterre. Jeanne a été brûlée sur le bûcher pour hérésie quand elle avait 19 ans mais semble avoir été secourue par Easy juste avant de mourir. Elle dispose désormais de pouvoirs surnaturels qui lui permettent de générer et de contrôler le feu.
Gilles de Rais
Chevalier français et compagnon d'arme de Jeanne d'Arc pendant la Guerre de Cent Ans, il sombra dans la folie après que sa protégée a été envoyée sur le bûcher pour sorcellerie. Persuadé qu'elle irait en enfer, il se décida à commettre les pires méfaits possibles pour la rejoindre. Devenu un paria dans ce monde, il est équipé d'une longue lance et est quasiment invincible sur le champ de bataille.
Anastasia Nikolaevna Romanova (Анастасия Николаевна Романова)
La plus jeune fille du dernier tsar de Russie, Nicolas II. Les bolchéviques ont assassiné Anastasia et toute sa famille quand elle avait 17 ans. Maintenant, Anastasia veut prendre sa revanche en gelant le monde entier avec les blizzards surnaturels.
Minamoto no Yoshitsune (源 義経)
Grigori Raspoutine (Григорий Ефимович Распутин)

### L'Empire Orte
Adolf Hitler
Célèbre dictateur responsable de la montée du nazisme en Allemagne et des exactions ayant conduit à la Seconde Guerre mondiale, Hitler est le Drifter responsable de la création de l'empire Orte 60 ans avant le début de l'histoire actuelle. Il est décrit comme un homme de talent par le Comte Saint Germain. Ses dons d'orateur lui ont permis de rassembler les foules et de créer un nouvel ordre plus juste mais seulement pour les humains, les non-humains des territoires conquis comme les elfes ou les nains étant soit persécutés soit enfermés dans des camps de travail forcé. Les circonstances de sa mort dans ce monde restent troubles puisqu'il se serait suicidé (comme dans le monde réel) et sa mort entraîna le début des rébellions contre l'empire Orte.
Comte Saint-Germain
Personnage excentrique et androgyne de la haute noblesse de l'empire d'Orte, il fut le premier noble à s'allier à Hitler pour créer l'empire Orte. Il est un également un Drifter et était un aventurier français du 18e siècle autour duquel gravitent nombre de mythes et légendes. Cela dit il est exaspéré par l'incompétence des dirigeants actuels de l'empire Orte et craint que la dislocation de l'empire lui fasse perdre tout ce qu'il possède. Voila pourquoi il décide de s'allier aux Drifters pour s'assurer un avenir et leur propose d'organiser un Coup d'État. Venant de la période historique des lumières et possédant une grande culture, il est capable de reconnaître beaucoup de Drifters si ceux ci lui disent leur nom.
Aram
Capitaine de l'armée de l'empire Orte, il se montre impitoyable envers les non-humains et n'hésite pas à les tuer par pur plaisir sadique.

### L'organisation Octobre
Abe no Seimei
Drifter et fondateur de l'organisation de mages Octobre, il hait les parias et fera tout ce qui est en son pouvoir pour les vaincre. Dans le monde réel il était un Onmyōji (sorcier) très connu dans capitale japonaise. Ainsi lorsqu'il dit son nom, il est reconnu par Nobunaga mais pas par Shimazu ce qui le consterne.
Olmine
Mage originaire de ce monde, elle sert l'organisation Octobre et voue une admiration sans bornes pour Abe. Son pouvoir est de faire jaillir des murs de terre ce qui est très utile dans les combats. Elle est reconnaissable à sa poitrine très développée ce qui lui vaut quelques moqueries de la part de Nobunaga.
Ham

### Autres
Murasaki (紫)
C'est lui qui est responsable de l'arrivée des Drifters dans ce monde. Il a l'apparence d'un homme respectable et est également connu sous le nom d'agent Purple. Ses intentions sont inconnues et il semble être en éternel conflit avec Easy.
Easy
Jeune fille responsable de l'arrivée des Parias dans ce monde. Elle est en conflit avec Murasaki et lui demande sans cesse de reconnaître sa défaite. Mais devant son dédain envers elle, elle a tendance à s'énerver ce qui crée des situations comiques. Son nom serait en fait une anagramme.
Marsha
Mark
Shara

## Liste des volumes
| no | Japonais         | Japonais          | Français          | Français          |
| no | Date de sortie   | ISBN              | Date de sortie    | ISBN              |
| -- | ---------------- | ----------------- | ----------------- | ----------------- |
| 1  | 7 juillet 2010   | 978-4-7859-3407-1 | 27 avril 2011     | 978-2-7595-0604-0 |
| 2  | 13 octobre 2011  | 978-4-7859-3714-0 | 11 avril 2012     | 978-2-7595-0605-7 |
| 3  | 18 mars 2013     | 978-4-7859-5043-9 | 25 septembre 2013 | 978-2-7595-0606-4 |
| 4  | 27 octobre 2014  | 978-4-7859-5436-9 | 23 septembre 2015 | 978-2-7560-7175-6 |
| 5  | 6 juin 2016      | 978-4-7859-5790-2 | 30 novembre 2016  | 978-2-7560-7841-0 |
| 6  | 30 novembre 2018 | 978-4-7859-6344-6 | 27 novembre 2019  | 978-2-7560-7842-7 |
| 7  | 10 août 2023     | 978-4-7859-7497-8 |                   |                   |

## Anime
Un clip anime réalisé par Rôyoji Nakamori et Masanori Komine est commercialisé avec le dixième volume d'Hellsing Ultimate.
Une adaptation en anime est annoncée en mars 2015. Un OAV de 36 minutes est paru en juin 2016 avec l'édition limitée du tome 5. La série télévisée est ensuite diffusée à partir d'octobre 2016 sur Tokyo MX au Japon et en simulcast sur J-One et Wakanim dans les pays francophones. Il s'agit de la première série à être proposée en version française en simultané avec le Japon.
Une seconde saison est annoncée en décembre 2016 à la fin de la diffusion du douzième épisode de la première saison. Les treizième et quatorzième épisodes sont sortis directement en DVD en décembre 2017, suivi d'un quinzième épisode en décembre 2018.

## Distinctions
La série est nommée pour le Prix Manga Taishō en 2012.